# Émile Eigeldinger
Émile Eigeldinger (Besançon, 5 de maig de 1886 - Fontenay-sous-Bois, 27 de febrer de 1973) va ser un ciclista francès. Va combinar la carretera amb el ciclisme en pista.

## Palmarès

### Resultats al Tour de França
- 1912. 36è de la classificació general